# Mała Wyspa Zajęcza
Mała Wyspa Zajęcza – wyspa w europejskiej części Rosji, w obwodzie archangielskim, na Morzu Białym. Należy do archipelagu Wysp Sołowieckich. Jest to mała wyspa - jej powierzchnia to 1,02 km². Obok wyspy leży Wielka Wyspa Zajęcza.